# Hack The City
Hack The City é uma série documental brasileira de 2018 produzida pela Fox Lab com a produtora Yourmama para a National Geographic. Em 2019, Hack The City ganhou um Emmy Internacional como melhor série de curta duração.

## Episódios
1. Giganto
2. Eu somos
3. Biolumen
4. Parem de nos matar! Meu coração bate como o seu